# Kenova
Kenova è un comune degli Stati Uniti d'America, nella contea di Wayne nello Stato della Virginia Occidentale.